# 2454 Олаус Маґнус
2454 Олаус Маґнус (2454 Olaus Magnus) — астероїд головного поясу, відкритий 21 вересня 1941 року.
Тіссеранів параметр щодо Юпітера — 3,595.